# イバン・ヘレーラ
- イバン・エレラ
- イバン・エレーラ

イバン・アーロン・ヘレーラ（Iván Aaron Herrera, 2000年6月1日 - ）は、 パナマのパナマ市出身のプロ野球選手（捕手）。右投右打。MLBのセントルイス・カージナルス所属。

## 経歴
2016年7月にアマチュア・フリーエージェントでセントルイス・カージナルスと契約してプロ入り。
2017年、傘下のルーキー級ドミニカン・サマーリーグ・カージナルスでプロデビュー。49試合に出場して打率.335、1本塁打、27打点、2盗塁を記録した。
2018年はルーキー級ガルフ・コーストリーグ・カージナルスとAA級スプリングフィールド・カージナルスでプレーし、2チーム合計で30試合に出場して打率.336、1本塁打、25打点、1盗塁を記録した。
2019年はA級ピオリア・チーフスとA+級パームビーチ・カージナルスでプレーし、2チーム合計で87試合に出場して打率.284、9本塁打、47打点、1盗塁を記録した。オフにはアリゾナ・フォールリーグに参加し、グレンデール・デザートドッグスに所属した。
2020年は新型コロナウイルスの影響でマイナーリーグの試合が開催されなかったため、公式戦の出場は無かった。オフの11月18日にルール5ドラフトでの流出を防ぐために40人枠入りした。
2021年は主にAA級スプリングフィールドでプレーし、AAA級メンフィス・レッドバーズでも1試合に出場した。このシーズンは2チームで99試合に出場して打率.229、17本塁打、63打点を記録した。
2022年はAAA級メンフィスで開幕を迎えた。5月23日に忌引リスト入りしたヤディアー・モリーナに代わってメジャー初昇格してアクティブ・ロースター入りすると、翌24日のトロント・ブルージェイズ戦でメジャー初出場を果たした。11試合に出場して打率.111、1打点を記録した。
2023年は13試合に出場して打率.297、4打点を記録した。
2024年は72試合に出場して打率.301、5本塁打、27打点、5盗塁を記録した。

## プレースタイル
広角にラインドライブを飛ばす好打者で、研究熱心な性格も捕手向きと言われる。憧れの選手はヤディアー・モリーナであり、2020年のスプリングトレーニングでは直接薫陶を受けている。

## 詳細情報

### 年度別打撃成績
| 年 度    | 球 団    | 試 合 | 打 席 | 打 数 | 得 点 | 安 打 | 二 塁 打 | 三 塁 打 | 本 塁 打 | 塁 打 | 打 点 | 盗 塁 | 盗 塁 死 | 犠 打 | 犠 飛 | 四 球 | 敬 遠 | 死 球 | 三 振 | 併 殺 打 | 打 率 | 出 塁 率 | 長 打 率 | O P S |
| -------- | -------- | ----- | ----- | ----- | ----- | ----- | -------- | -------- | -------- | ----- | ----- | ----- | -------- | ----- | ----- | ----- | ----- | ----- | ----- | -------- | ----- | -------- | -------- | ----- |
| 2022     | STL      | 11    | 22    | 18    | 0     | 2     | 0        | 0        | 0        | 2     | 1     | 0     | 0        | 1     | 1     | 2     | 0     | 0     | 8     | 0        | .111  | .190     | .111     | .302  |
| 2023     | STL      | 13    | 44    | 37    | 6     | 11    | 2        | 0        | 0        | 13    | 4     | 0     | 0        | 0     | 0     | 5     | 0     | 2     | 11    | 1        | .297  | .409     | .351     | .760  |
| 2024     | STL      | 72    | 259   | 229   | 37    | 69    | 12       | 1        | 5        | 98    | 27    | 5     | 0        | 0     | 2     | 25    | 0     | 2     | 53    | 3        | .301  | .372     | .428     | .800  |
| MLB：3年 | MLB：3年 | 96    | 325   | 284   | 43    | 82    | 14       | 1        | 5        | 113   | 32    | 5     | 0        | 1     | 3     | 32    | 0     | 4     | 72    | 4        | .289  | .365     | .398     | .763  |

- 2024年度シーズン終了時

### 年度別守備成績
| 年 度 | 球 団 | 捕手（C） | 捕手（C） | 捕手（C） | 捕手（C） | 捕手（C） | 捕手（C） | 捕手（C） | 捕手（C） | 捕手（C） | 捕手（C） | 捕手（C） |
| 年 度 | 球 団 | 試 合     | 刺 殺     | 補 殺     | 失 策     | 併 殺     | 守 備 率  | 捕 逸     | 企 図 数  | 許 盗 塁  | 盗 塁 刺  | 阻 止 率  |
| ----- | ----- | --------- | --------- | --------- | --------- | --------- | --------- | --------- | --------- | --------- | --------- | --------- |
| 2022  | STL   | 11        | 49        | 8         | 0         | 0         | 1.000     | 1         | 1         | 1         | 0         | .000      |
| 2023  | STL   | 13        | 76        | 6         | 0         | 0         | 1.000     | 0         | 6         | 4         | 2         | .333      |
| 2024  | STL   | 56        | 476       | 17        | 3         | 2         | .994      | 1         | 59        | 55        | 4         | .068      |
| MLB   | MLB   | 80        | 601       | 31        | 3         | 2         | .995      | 2         | 66        | 60        | 6         | .091      |

- 2024年度シーズン終了時

### 背番号
- 47（2022年）
- 48（2023年 - ）